# Журавлёво (Челябинская область)
Журавлёво — деревня в Еткульском районе Челябинской области России. Входит в состав Печенкинского сельского поселения.

## География
Деревня находится на востоке Челябинской области, в лесостепной зоне, на восточном берегу озера Оренбург, на расстоянии 3 км (по прямой) к северо-востоку от села Еткуль, административного центра района. Абсолютная высота — 207 м над уровнем моря.

## Население
| 2002 | 2010 |
| ---- | ---- |
| 246  | ↗280 |

Гендерный состав
По данным Всероссийской переписи населения 2010 года, в гендерной структуре населения мужчины составляли 50,4 %, женщины — 49,6 %.
Национальный состав
Согласно результатам переписи 2002 года, в национальной структуре населения русские составляли 83 %.

## Улицы
| - пер. Береговой, - ул. Набережная, | - ул. Новая, - ул. Садовая. |